# Liste des forts de la Nouvelle-France
Ceci est une liste des forts de la Nouvelle-France. Pour faciliter l'accès, les forts sont
divisés dans les quatre provinces royales de la Nouvelle-France : l'Acadie, le Canada, la Louisiane, et Terre-Neuve ainsi que l'éphémère colonie de la Floride française. Au nord de Terre Haute sur la rivière Wabash, le Canada, au sud, la Louisiane.

## Liste des cartes recensant les forts de la Nouvelle-France
| Pays/Région     | Localisation     | Nom                           | Type                      | Date début | Date fin | Condition actuelle            | Carte |
| --------------- | ---------------- | ----------------------------- | ------------------------- | ---------- | -------- | ----------------------------- | ----- |
| Nouvelle-France | Amérique du Nord | Fort, Forteresse et Citadelle | Forts - Postes de traites | 1534       | 1803     | Forts contrôlés par la France |       |
| Nouvelle-France | Amérique du Nord | Fort et Poste de traite       | Forts - Postes de traites | 1534       | 1763     | Forts contrôlés par la France |       |

## Acadie
| Pays/Région                           | Localisation        | Nom                                           | Type            | Date début | Date fin | Condition actuelle       | Photo |
| ------------------------------------- | ------------------- | --------------------------------------------- | --------------- | ---------- | -------- | ------------------------ | ----- |
| Acadie Nouvelle-Écosse (Canada)       | Annapolis Royal     | Fort Anne                                     | Fort            | 1636       | 1713     | Site historique national |       |
| Acadie Nouveau-Brunswick (Canada)     | Pont-à-Buot         | Fort Beauséjour Variante : Fort Cumberland    |                 | 1751       | …        | Site historique national |       |
| Acadie Nouveau-Brunswick (Canada)     | Grand Bay–Westfield | Fort Boishébert Variante : Fort Nerepis       | Fort            | 1749       | …        | Site historique national |       |
| Acadie Nouvelle-Écosse (Canada)       | Guysborough         | Fort de Chedabouctou                          | Poste de traite | 1604       | 1713     |                          |       |
| Acadie Nouvelle-Écosse (Canada)       | Englishtown         | Fort Dauphin                                  |                 | 1713       | 1745     |                          |       |
| Acadie Nouveau-Brunswick (Canada)     | Port Elgin          | Fort Gaspareaux                               | Fort            | 1751       | 1756     | Lieu historique national |       |
| Acadie Nouveau-Brunswick (Canada)     | Memramcook          | Fort de La Galissonière Variante : Fort Folly |                 | 1751       | 1755     |                          |       |
| Acadie Nouvelle-Écosse (Canada)       | Cap de Sable        | Fort Saint-Louis Variantes : Fort Lomeron     |                 |            |          |                          |       |
| Acadie Nouvelle-Écosse (Canada)       | Louisbourg          | Forteresse de Louisbourg                      | Fort            | 1719       | 1760     | Reconstitution           |       |
| Acadie Nouveau-Brunswick (Canada)     | Saint-Jean          | Fort Ménagouèche                              | Fort            | 1750       | 1755     |                          |       |
| Acadie Nouveau-Brunswick (Canada)     | Fredericton         | Fort Nashwaak                                 | Fort            | 1692       | 1700     |                          |       |
| Acadie Maine (États-Unis)             | Castine             | Fort Pentagouet                               | Poste de traite | 1613       | 1674     |                          |       |
| Acadie Nouvelle-Écosse (Canada)       | Port-Royal          | Fort Port-Royal                               | Fort            | 1636       | 1713     | Site historique national |       |
| Acadie Nouveau-Brunswick (Canada)     | Pont-à-Buot         | Redoute de Pont-à-Buot                        |                 |            |          |                          |       |
| Acadie Nouvelle-Écosse (Canada)       | Englishtown         | Fort Sainte Anne                              |                 | 1639       | 1641     |                          |       |
| Acadie Nouveau-Brunswick (Canada)     | Saint-Jean          | Fort La Tour                                  |                 | 1631       | 1671     | site historique          |       |
| Acadie Nouvelle-Écosse (Canada)       | Englishtown         | Fort Simon Denys                              |                 | 1650       | 1659     |                          |       |
| Acadie Île-du-Prince-Édouard (Canada) | Charlottetown       | Port-la-Joye-Fort Amherst                     |                 | 1720       | 1758     | site historique          |       |

## Canada
| Pays/Région                          | Localisation                                  | Nom                                                                             | Type             | Dates Début/Fin | Condition actuelle                                  | Photo                                                                                        |
| ------------------------------------ | --------------------------------------------- | ------------------------------------------------------------------------------- | ---------------- | --------------- | --------------------------------------------------- | -------------------------------------------------------------------------------------------- |
| Canada Québec                        | Québec                                        | Citadelle de Québec                                                             | Fort             | 1673-auj.       | Liste du patrimoine mondial                         |                                                                                              |
| Canada Québec                        | Cap-Santé                                     | Fort Jacques-Cartier                                                            | Fort de campagne | 1759-auj.       | Site Patrimonial du Québec                          | http://www.patrimoine-culturel.gouv.qc.ca/rpcq/document/rpcq_bien_92507_204483.JPG?id=204483 |
| Canada Québec                        | Montréal                                      | Citadelle de Montréal                                                           | Fort             | 1690-1821       | Plaque commémorative                                |                                                                                              |
| Canada État de New York (États-Unis) | Ticonderoga                                   | Fort Carillon                                                                   | Fort             | 1755-1759       | Lieu historique national                            |                                                                                              |
| Canada Québec                        | Chambly                                       | Fort Chambly Variante : Fort Saint-Louis                                        | Fort             | 1665-1851       | Lieu historique national                            |                                                                                              |
| Canada Québec                        | Champlain                                     | Fort Champlain Variante : Fort LaTouche                                         | Fort             | 1664-…          | Aucune trace                                        |                                                                                              |
| Canada Québec                        | Cap-Rouge                                     | Fort Charlesbourg Royal                                                         | Fort             | 1541-1543       | Aucune trace                                        |                                                                                              |
| États-Unis New York                  | Youngstown                                    | Fort Conti                                                                      | Poste de traite  | 1679            |                                                     |                                                                                              |
| Canada Québec                        | Fort-Coulonge                                 | Fort Coulonge                                                                   | Poste de traite  | 1694-v1824      |                                                     |                                                                                              |
| Canada Québec                        | Saint-François-du-Lac                         | Fort Crevier                                                                    | Fort             | 1687-1701       | Site historique                                     |                                                                                              |
| États-Unis New York                  | Youngstown                                    | Fort Denonville                                                                 | Poste de traite  | 1687-1726       |                                                     |                                                                                              |
| Canada Ontario                       | Toronto                                       | Fort Douville                                                                   | Poste de traite  | 1720-1730       |                                                     |                                                                                              |
| Canada Québec                        | MRC de Pontiac                                | Fort Dumoine                                                                    | Poste de traite  | 1730-1860       | Inondé par le lac Holden                            |                                                                                              |
| Canada Pennsylvanie (États-Unis)     | Pittsburgh                                    | Fort Duquesne Variante : Fort Pitt                                              |                  | 1754-1758       | Vestige du fort                                     |                                                                                              |
| Canada Ontario                       | Kingston                                      | Fort Frontenac Variante : Fort Cataracoui                                       |                  | 1673-auj.       | Collège militaire Site historique national          |                                                                                              |
| Canada Québec (Canada)               | Lachine                                       | Fort Lachine Variante : Fort Rémy                                               |                  | 1669-1695       | Musée                                               |                                                                                              |
| Canada Québec (Canada)               | Laprairie                                     | Fort Laprairie                                                                  |                  | 1687-1713       | Plaque commémorative - Restaurant sur l'emplacement |                                                                                              |
| Canada État de New York (États-Unis) | Ogdensburg                                    | Fort de La Présentation Variantes : Fort Ogdensburg                             |                  | 1749-           | Projet de reconstitution                            |                                                                                              |
| Canada Pennsylvanie (États-Unis)     | Waterford                                     | Fort Le Bœuf                                                                    |                  | 1753-1763       |                                                     |                                                                                              |
| Canada État de New York (États-Unis) | Ogdensburg                                    | Fort Lévis Variante : Fort William Augustus                                     | Fort             | 1759-1760       |                                                     |                                                                                              |
| Canada Québec                        | Longueuil                                     | Château fort de Longueuil                                                       | Fort             | 1698-1810       | Disparu                                             |                                                                                              |
| Canada Québec                        | Montréal                                      | Fort Lorette Variante : Fort de la Nouvelle Lorette                             |                  | 1696-1717       |                                                     |                                                                                              |
| Canada Pennsylvanie (États-Unis)     | Franklin                                      | Fort Machault Variante : Fort Venango                                           | Fort             | 1754-1759       |                                                     |                                                                                              |
| Canada Québec                        | Montréal                                      | Fort de la Montagne Variantes : Fort des Messieurs Fort Belmont                 |                  | 1685            | Site du Collège de Montréal. Deux tours subsistent. |                                                                                              |
| Canada Québec                        | Trois-Rivières secteur de Cap-de-la-Madeleine | Fort du Moulin                                                                  | Bourg palissadé  | 1649-…          |                                                     |                                                                                              |
| Canada État de New York (États-Unis) | Youngstown                                    | Fort Niagara Variantes : Fort Conti Fort Denonville                             |                  | 1687-1963       | Site historique                                     |                                                                                              |
| Canada État de New York (États-Unis) | Oswego                                        | Fort Chouagen Variante : Fort Oswego                                            |                  | 1756            |                                                     |                                                                                              |
| Canada Québec                        | Montréal                                      | Fort de Pointe-aux-Trembles                                                     | Fort             | 1670-…          | Parc historique                                     |                                                                                              |
| Canada Ontario                       | Toronto                                       | Fort Portneuf                                                                   | Poste de traite  | 1749-1750       |                                                     |                                                                                              |
| Canada Québec                        | Sorel-Tracy                                   | Fort Richelieu                                                                  | Fort             | 1642-…          | Monument commémoratif                               |                                                                                              |
| Canada Québec                        | Louiseville                                   | Fort de la Rivière-du-Loup (Louiseville)                                        | Fort             | 1665-1666       | Disparu                                             |                                                                                              |
| Canada Québec                        | Bécancour secteur de Bécancour                | Fort de la Rivière Puante                                                       |                  | 1646-…          | Aucune trace                                        |                                                                                              |
| Canada Québec                        | Lachine                                       | Fort Rolland                                                                    | Poste de traite  | 1669            | Site historique                                     |                                                                                              |
| Canada Ontario                       | Toronto                                       | Fort Rouillé Variante : Fort Toronto                                            | Poste de traite  | 1750-1759       | Site historique                                     |                                                                                              |
| Canada Vermont (États-Unis)          | Isle La Motte (Vermont)                       | Fort Sainte-Anne                                                                |                  | 1666            |                                                     |                                                                                              |
| Canada Québec                        | Trois-Rivières secteur de Cap-de-la-Madeleine | Fort Saint-François Variantes : Fort de la Madeleine Fort de la rivière Faverel | Bourg palissadé  | 1660-…          |                                                     |                                                                                              |
| Canada État de New-York (États-Unis) | Crown Point                                   | Fort Saint-Frédéric                                                             | Fort             | 1727-1759       | Site historique                                     |                                                                                              |
| Canada Québec                        | Waskaganish                                   | Fort Saint-Jacques Variante : Fort Charles                                      | Poste de traite  | 1686-1713       |                                                     |                                                                                              |
| Canada Québec                        | Saint-Jean-sur-Richelieu                      | Fort Saint-Jean                                                                 | Fort             | 1666-1775       | Musée et collège militaire sur le site              | Fort Saint-Jean c1748                                                                        |
| Canada Québec                        | Québec                                        | Fort Saint-Louis                                                                | Fort             | 1620-1834       | Site historique                                     |                                                                                              |
| Canada Ontario                       | Moose Factory                                 | Fort Saint-Louis Variante : Moose Factory                                       |                  | 1686-1696       |                                                     |                                                                                              |
| Canada Québec                        | Trois-Rivières secteur de Cap-de-la-Madeleine | Fort Sainte-Marie                                                               | Bourg palissadé  | 1656-…          | Chapelle commémorative                              |                                                                                              |
| Canada Québec                        | Carignan                                      | Fort Sainte-Thérèse                                                             | Fort             | 1665-1760       | Plaque commémorative                                |                                                                                              |
| Canada Québec                        | Kahnawake                                     | Fort du Sault Saint-Louis                                                       | Fort             | 1725            | Site historique                                     |                                                                                              |
| Canada Québec                        | Montréal                                      | Fort Senneville                                                                 | Poste de traite  | 1671-1776       | Site historique                                     |                                                                                              |
| Canada Québec                        | Sept-Îles                                     | Vieux Poste de Sept-Îles                                                        | Poste de traite  | 1676-1842       | Site historique                                     |                                                                                              |
| Canada Québec                        | Duhamel-Ouest                                 | Fort Témiscamingue                                                              | Poste de traite  | 1679-1902       | Lieu historique national                            |                                                                                              |
| Canada État de New-York (États-Unis) | Ticonderoga                                   | Fort Ticonderoga Variante : Fort Carillon                                       |                  | 1760-1777       | Lieu historique national                            |                                                                                              |
| Canada Québec                        | Trois-Rivières                                | Fort des Trois-Rivières                                                         | Fort             | 1634-1752       | Plaque commémorative                                |                                                                                              |
| Canada Québec                        | Verchères                                     | Fort Verchères                                                                  | Fort             | 1672-?          |                                                     |                                                                                              |
| Canada Québec                        | Montréal                                      | Fort Ville-Marie                                                                | Fort             | 1611-1688       |                                                     |                                                                                              |

## Canada (Pays d'En Haut)
| Pays/Région                             | Localisation       | Nom                                                                                    | Type            | Dates Début/Fin | Condition actuelle                           | Photo |  |
| --------------------------------------- | ------------------ | -------------------------------------------------------------------------------------- | --------------- | --------------- | -------------------------------------------- | ----- |  |
| Canada Manitoba                         | Fort Alexander     | Fort Bas de la Rivière                                                                 |                 | 1739-…          | Reconstitution                               |       |  |
| Canada Minnesota (États-Unis)           | Wacouta            | Fort Beauharnois                                                                       |                 | 1727-…          |                                              |       |  |
| Canada Minnesota (États-Unis)           | Reads Landing      | Fort Bon Secours                                                                       |                 | 1685-?          | Reconstitué                                  |       |  |
| Canada Manitoba                         | Grand Rapids       | Fort Bourbon (Nouvelle-France) Variante : Fort Bourbon Ouest                           |                 | 1741-…          |                                              |       |  |
| Canada Manitoba                         | York Factory       | Fort Bourbon (Baie d'Hudson) Variantes : Fort Bourbon Nord Fort York York Factory      | Poste de traite | 1684-1957       | Lieu historique national York Factory        |       |  |
| Canada Michigan (États-Unis)            | Saint-Ignace       | Fort Buade                                                                             | Poste de traite | 1681-1701       |                                              |       |  |
| Canada Ontario                          | Thunder Bay        | Fort Caministigoyan Variantes : Fort Kaministiquia Fort William                        | Poste de traite | 1679-…          | Plaque commémorative                         |       |  |
| Canada Wisconsin (États-Unis)           | Ashland            | Fort Chagouamigon                                                                      | Poste de traite | 1659-1670       | Plaque commémorative                         |       |  |
| Canada Illinois (États-Unis)            | Chicago            | Fort Chécagou                                                                          | Poste de traite | 1685-1726       | Site historique                              |       |  |
| Canada Illinois (États-Unis)            | Creve Coeur        | Fort Crèvecœur                                                                         |                 | 1680-1680       | Site historique                              |       |  |
| Canada Saskatchewan                     | Winnipegosis       | Fort Dauphin                                                                           | Poste de traite | 1741-1763       |                                              |       |  |
| Canada Saskatchewan                     | Rivière Qu'Appelle | Fort Espérance                                                                         | Poste de traite | 1787-1819       | Lieu historique national                     |       |  |
| Canada Wisconsin (États-Unis)           | La Baye            | Fort La Baye                                                                           |                 | 1717-1760       |                                              |       |  |
| Canada Alberta                          | Red Deer           | Fort La Biche                                                                          |                 | 1753-1757?      |                                              |       |  |
| Canada Saskatchewan                     | Prince Albert      | Fort de La Corne Variante : Fort Saint-Louis                                           | Poste de traite | 1753-           | Site de conservation du patrimoine forestier |       |  |
| Canada Alberta                          | Calgary            | Fort La Jonquière                                                                      | Fort            | 1751-v1760      | Aucune trace                                 |       |  |
| Canada Wisconsin (États-Unis)           | La Pointe          | Fort La Pointe Variante : Fort Saint-Esprit (1693-98)                                  | Poste de traite | 1693-1759       | Reconstitution                               |       |  |
| Canada Manitoba                         | Portage la Prairie | Fort La Reine                                                                          |                 | 1738-1852       | Musée sur le site                            |       |  |
| Canada Wisconsin (États-Unis)           | La Baye            | Fort Le Sueur                                                                          |                 | 1695-           |                                              |       |  |
| Canada Minnesota (États-Unis)           | Mankato            | Fort L'Huillier                                                                        |                 | 1700-1703       | Panneau d’interprétation sur le site supposé |       |  |
| Canada Illinois (États-Unis)            | Metropolis         | Fort Massiac Variantes : Fort de l'Ascension Fort Massac                               | Fort            | 1757-1814       | Reconstitution                               |       |  |
| Canada Manitoba                         | Selkirk            | Fort Maurepas                                                                          |                 | 1734-           | Plaque commémorative                         |       |  |
| Canada Michigan (États-Unis)            | Saint-Joseph       | Fort Miami                                                                             | Poste de traite | 1679-1680       |                                              |       |  |
| Canada Indiana (États-Unis)             | Fort Wayne         | Fort Miamis Variantes : Fort Saint-Philippe des Miamis Fort des Miamis                 | Fort            | 1702-1760       |                                              |       |  |
| Canada Michigan (États-Unis)            | Mackinaw City      | Fort Michilimakinac Variante : Fort Mackinac                                           | Poste de traite | 1715-1780       | Reconstitution                               |       |  |
| Canada Ontario                          | Wawa               | Fort Michipicoton Variante : Fort Michipicoten                                         | Poste de traite | 1725-1904       |                                              |       |  |
| Canada Indiana (États-Unis)             | Lafayette          | Fort Ouiatenon                                                                         | Fort            | 1717-1791       | Reconstitution                               |       |  |
| Canada Manitoba                         | Lac des Cèdres     | Fort Paskoya                                                                           | Poste de traite | 1741-…          |                                              |       |  |
| Canada Manitoba                         | Le Pas             | Fort Paskoya                                                                           | Poste de traite | 1752-           |                                              |       |  |
| Canada Wisconsin Minnesota (États-Unis) | Lac Pépin          | Fort Perrot                                                                            | Poste de traite | 1685 -          | Plaque commémorative                         |       |  |
| Canada Illinois (États-Unis)            | Peoria             | Fort Pimiteoui Variantes : Fort Saint-Louis II Fort Illinois Fort Peoria               |                 | 1691-1812       |                                              |       |  |
| Canada Michigan (États-Unis)            | Détroit            | Fort Pontchartrain du Détroit Variantes : Fort du Détroit Fort Détroit                 |                 | 1701-1796       |                                              |       |  |
| Canada Pennsylvanie (États-Unis)        | Érié               | Fort de la Presqu'île Variante : Fort Presqu'île                                       |                 | 1753-1852       |                                              |       |  |
| Canada Manitoba                         | Winnipeg           | Fort Rouge                                                                             | Poste de traite | 1738-1749       |                                              |       |  |
| Canada Ontario                          | Fort Albany        | Fort Sainte Anne Variante : Fort Albany                                                |                 | 1686-1693       |                                              |       |  |
| Canada Wisconsin (États-Unis)           | Trempeauleau       | Fort Saint-Antoine                                                                     | Fort            | 1686-1731       | Plaque commémorative                         |       |  |
| Canada Minnesota (États-Unis)           | Northwest Angle    | Fort Saint-Charles                                                                     | Poste de traite | 1732-…          | Reconstitution                               |       |  |
| Canada Wisconsin (États-Unis)           | Sainte-Croix       | Fort Sainte-Croix                                                                      | Poste de traite | 1683-           | Plaque commémorative                         |       |  |
| Canada Michigan (États-Unis)            | Niles              | Fort Saint-Joseph (rivière Saint-Joseph)                                               | Poste de traite | 1691-1795       | Musée                                        |       |  |
| Canada Michigan (États-Unis)            | Port Huron         | Fort Saint-Joseph (rivière Sainte-Claire)                                              | Fort            | 1686-           | Fort Gratiot                                 |       |  |
| Canada Illinois (États-Unis)            | Utica              | Fort Saint-Louis du Rocher Variante : Fort Saint-Louis-des-Illinois Fort Saint-Louis I |                 | 1682-1721       | Aucune trace                                 |       |  |
| Canada Wisconsin (États-Unis)           | Wisconsin          | Fort Saint-Nicolas (Nouvelle-France)                                                   |                 | 1685-…          | Aucune trace                                 |       |  |
| Canada Ontario                          | Fort Frances       | Fort Saint-Pierre                                                                      |                 | 1731-…          |                                              |       |  |
| Canada Ohio (États-Unis)                | Sandusky           | Fort Sandoské                                                                          |                 | 1747-1763       |                                              |       |  |
| Canada Ontario                          | Lac Nipigon        | Fort Tourette Variante : Fort La Maune                                                 | Poste de traite | 1683-1763       |                                              |       |  |
| Canada Wisconsin (États-Unis)           | Trempeauleau       | Fort Trempealeau                                                                       | Fort            | 1731-           | Plaque commémorative                         |       |  |
| Canada Wisconsin (États-Unis)           | Bagley             | Fort Vaudreuil                                                                         | Poste de traite | 1753-1754       | Site historique                              |       |  |

## Floride française
| Pays/Région                                    | Localisation  | Nom           | Type   | Dates Début/Fin | Condition actuelle       | Fouille archéologique | Photo |
| ---------------------------------------------- | ------------- | ------------- | ------ | --------------- | ------------------------ | --------------------- | ----- |
| Floride française Caroline du Sud (États-Unis) | Parris Island | Charlesfort   | Fortia | 1562-1563       | Lieu historique national | non terminé           |       |
| Floride française Floride (États-Unis)         | Jacksonville  | Fort Caroline | Fort   | 1564-1565       | Lieu historique national | terminé               |       |

## Louisiane française
| Pays/Région                                  | Localisation                   | Nom | Type            | Dates Début/Fin           | Condition actuelle                                           | Photo |
| -------------------------------------------- | ------------------------------ | --- | --------------- | ------------------------- | ------------------------------------------------------------ | ----- |
|                                              |                                | |                 |                           |                                                              |       |
| Louisiane française Tennessee (États-Unis)   | Memphis                        | Fort de l'Assomption | Fort            | 1739-…                    |                                                              |       |
| Louisiane française Missouri (États-Unis)    | Kansas City                    | Fort Cavagnial Variante : Fort des Kans Fort Cavagnolle Post of the Missouri Fort de la Trinité                            | Poste de traite | 1744-v1760…               | Disparu                                                      |       |
| Louisiane française Illinois (États-Unis)    | Prairie du Rocher              | Fort de Chartres |                 | 1720-                     | Reconstitué                                                  |       |
| Louisiane française Louisiane (États-Unis)   | Détroit des Rigolets           | Fort Chef Menteur Lors de la vente de la Louisiane, le Fort Macomb fut construit sur le site de l'ancien fort Chef Menteur | Fort            | XVIIIe siècle             | Ruines                                                       |       |
| Louisiane française Alabama (États-Unis)     | 1. Vieux Mobile puis 2. Mobile | 1. Fort Louis de la Mobile 2. Fort Condé Variante : Fort Condé de la Mobile 3. Fort Charlotte var. Fort Carlota            | 1. Fort 2. Fort | 1. 1702-1711 2. 1723-1820 | 1. Détruit. Plaque marquant l'emplacement. 2. Reconstitution |       |
| Louisiane française Louisiane (États-Unis)   | Kaskaskia                      | Fort Kaskaskia | Redoute         | 1759                      | fouilles archéologiques                                      |       |
| Louisiane française Louisiane (États-Unis)   | Paroisse Plaquemine            | Fort de La Boulaye Variante : Fort Mississippi                                                                             | Fort            | 1700-1707                 | fouilles archéologiques                                      |       |
| Louisiane française Texas (États-Unis)       | comté de Wood                  | Fort Le Dout | Poste de traite | 1714-1763                 | fouilles archéologiques                                      |       |
| Louisiane française Alabama (États-Unis)     | Le Moyne                       | Fort Louis de la Louisiane Variante : Fort Louis de la Mobille                                                             | Fort            | 1702-1711                 | fouilles archéologiques                                      |       |
| Louisiane française Mississippi (États-Unis) | Ocean Springs                  | Fort Maurepas Variante : Vieux Biloxi                                                                                      |                 | 1699-                     | Reconstitution                                               |       |
| Louisiane française Missouri (États-Unis)    | Brunswick                      | Fort Orléans | Poste de traite | 1724-1728                 |                                                              |       |
| Louisiane française Tennessee (États-Unis)   | Memphis                        | Fort Prud'homme | Poste de traite | 1682                      |                                                              |       |
| Louisiane française Mississippi (États-Unis) | Natchez                        | Fort Rosalie | Fort            | 1714-1804                 | Disparu                                                      |       |
| Louisiane française Louisiane (États-Unis)   | La Nouvelle-Orléans            | Fort Saint-Jean | Fort            | 1701-                     | Site historique                                              |       |
| Louisiane française Louisiane (États-Unis)   | Natchitoches                   | Fort Saint-Jean-Baptiste Variante : Fort des Natchitoches                                                                  | Poste de traite | 1714-1803                 | Site historique                                              |       |
| Louisiane française Texas (États-Unis)       | Matagorda                      | Fort Saint-Louis |                 | 1685-1689                 |                                                              |       |
| Louisiane française Alabama (États-Unis)     | Epes                           | Fort Tombeche Variante : Fort Tombecbe                                                                                     | Poste de traite | 1735-1763                 |                                                              |       |
| Louisiane française Alabama (États-Unis)     | Wetumpka                       | Fort Toulouse Variante : Fort des Alibamons Fort Jackson                                                                   | Fort            | 1717-1814                 | Site historique                                              |       |
| Louisiane française Indiana (États-Unis)     | Vincennes                      | Fort Vincennes Variante : Fort Sackville, Fort Jucherot (ou Fort Juchereau)                                                | Poste de traite | 1702-…                    |                                                              |       |

## Terre-Neuve
| Pays/Région                                  | Localisation | Nom                               | Type            | Dates Début/Fin | Condition actuelle       | Photo |
| -------------------------------------------- | ------------ | --------------------------------- | --------------- | --------------- | ------------------------ | ----- |
| Terre-Neuve Terre-Neuve-et-Labrador (Canada) | Placentia    | Fort de Plaisance                 | Poste de traite | 1662-1713       |                          |       |
| Terre-Neuve Terre-Neuve-et-Labrador (Canada) | Placentia    | Fort Royal Variante : Castle Hill | Fort            | 1687-1811       | Lieu historique national |       |
| Terre-Neuve Terre-Neuve-et-Labrador (Canada) | Placentia    | Fort Saint-Louis                  | Fort            | 1690-1713       |                          |       |